# Olena Ljaschenko
Olena Ljaschenko (ukrainisch Олена Ляшенко; * 9. August 1976 in Kiew, Ukrainische Sowjetrepublik) ist eine ehemalige ukrainische Eiskunstläuferin.

## Karriere
Ljaschenko begann im Alter von vier Jahren mit dem Eiskunstlaufen. Ihre Trainerin ist Marina Amirchanowa. Sie startet für den Klub Dynamo Kiew. Im Sommer 2005 heiratete sie den Fünfkämpfer Andrei Efremenko. Ihre Trainingskameradin Galina Manjaschenko heiratete dessen Bruder Michail Efremenko.

## Erfolge/Ergebnisse
| Meisterschaft/Jahr          | 1994 | 1995 | 1996 | 1997 | 1998 | 1999 | 2000 | 2001 | 2002 | 2003 | 2004 | 2005 | 2006 |
| --------------------------- | ---- | ---- | ---- | ---- | ---- | ---- | ---- | ---- | ---- | ---- | ---- | ---- | ---- |
| Olympische Winterspiele     | 19.  |      |      |      | 9.   |      |      |      | 14.  |      |      |      | 17.  |
| Weltmeisterschaften         | 6.   | 9.   | 12.  | -    | 7.   | 8.   | 10.  | 8.   | 6.   | 7.   | 11.  | 10.  | -    |
| Europameisterschaften       | 19.  | 3.   | 4.   | 5.   | 4.   | 7.   | 5.   | 4.   | 9.   | 5.   | 2.   | 3.   | -    |
| Ukrainische Meisterschaften |      |      |      |      |      | -    | 1.   | 1.   | 2.   | 1.   | -    | 1.   | 1.   |

Anmerkung
- EM 2006: wegen einer Rückenverletzung nicht teilgenommen